# Adolf Fredriks ungdomskör
Adolf Fredriks Ungdomskör, AFU, är en blandad kör med ungdomar i åldrarna 18-26 år. Kören grundades år 2000 av Karin Bäckström. Hemvist för kören är Adolf Fredriks kyrka i centrala Stockholm. Christoffer Holgersson tog över ledningen av kören efter Karin Bäckström hösten 2011.

## Om kören
Adolf Fredriks Ungdomskör är en blandad kör som består av drygt 40 korister i åldrarna 18-26 år. När kören grundades år 2000 av Karin Bäckström hette kören Adolf Fredriks Kyrkas Flickkör, men växte 2002 till Adolf Fredriks Ungdomskör, den blandade kör som den är idag. Koristerna kommer från olika musikaliska sammanhang och skolor runt om i Stockholm. Musiken är för de flesta ett huvudintresse och för en del även en yrkesinriktning.
Kören är knuten till Adolf Fredriks Församling (och ska således inte förväxlas med skolan med samma namn). 
Vid den internationella körtävlingen i Sopot, Polen i maj 2009 belönades Adolf Fredriks Ungdomskör med Grand Prix för tävlingens totalt sett bästa kör. 2006 belönades kören med guld i Preveza, Grekland. Av de internationella inbjudningar som Adolf Fredriks Ungdomskör har mottagit märks bland annat Westminster Cathedral London i december 2008, Svenska handelskammaren i Dublin och London i december 2008, Europeiska Unionens talmanskonferens i Prag 2007 och Swedish-American Entrepreneurial days på Nordiska museet i september 2008.
AFU framför i december varje år Lucia-konserten "Från mörker till ljus" i Adolf Fredriks kyrka. Konserten har de senaste åren vuxit i popularitet och lockar en stor publik. I december 2009 ombads kören dessutom att sjunga delar av sitt Luciaprogram i TV4 Nyhetsmorgon.

## Framföranden
Ett urval av större produktioner som kören gjort:
- Wolfgang Amadeus Mozart Requiem tillsammans med medlemmar ur Stockholms Sinfonietta
- Frank Martin Mässa för dubbelkör
- Antonio Vivaldi Gloria med bland andra Susanne Rydén och Michael Bellini som solister
- Sofie Livebrant Mary's Question
- Eric Steen Misa Flamenca (uruppförande som sändes i Sveriges Radio P2)
- Felicity Laurence African Madonna
- Karin Bäckström Det förlorade paradiset
- Lars-Erik Larsson Förklädd gud tillsammans med Mark Levengood som recitatör

## Utmärkelser
- 2006 Intl. Choral Competition of Sacred Music Preveza, Grekland: Guldmedalj i kategorin ungdomskör.
- 2009 Intl. Choir Festival Mundus Cantat Sopot, Polen: Kören blev totalsegrare då man tog hem Grand Prix-priset som tävlingens bästa kör.

## Diskografi
- Från mörker till ljus, 2009 Ladda ner från iTunes

Körens första CD är en stämningsfull spegling av repertoaren från Luciakonserten "Från mörker till ljus". Skivan är inspelad i Hölö kyrka utanför Stockholm av Bertil Alving.